# Marko Grujić
Marko Grujić (Belgrado, Serbia, 13 de abril de 1996) es un futbolista serbio. Juega de centrocampista y su equipo es el F. C. Porto de la Primeira Liga.

## Estadísticas

### Clubes
Actualizado al último partido disputado el 3 de octubre de 2024.
| Club                             | Div.          | Temporada     | Liga  | Liga  | Copas nacionales | Copas nacionales | Copas internacionales | Copas internacionales | Total | Total |
| Club                             | Div.          | Temporada     | Part. | Goles | Part.            | Goles            | Part.                 | Goles                 | Part. | Goles |
| -------------------------------- | ------------- | ------------- | ----- | ----- | ---------------- | ---------------- | --------------------- | --------------------- | ----- | ----- |
| Estrella Roja de Belgrado Serbia | 1.ª           | 2012-13       | 1     | 0     | 0                | 0                | ―                     | ―                     | 1     | 0     |
| Estrella Roja de Belgrado Serbia | 1.ª           | 2014-15       | 9     | 0     | 1                | 0                | ―                     | ―                     | 10    | 0     |
| Estrella Roja de Belgrado Serbia | 1.ª           | 2015-16       | 29    | 6     | 1                | 0                | ―                     | ―                     | 30    | 6     |
| Estrella Roja de Belgrado Serbia | Total club    | Total club    | 39    | 6     | 2                | 0                | 0                     | 0                     | 41    | 6     |
| F. K. Kolubara Lazarevac Serbia  | 2.ª           | 2015-16       | 5     | 2     | ―                | ―                | ―                     | ―                     | 5     | 2     |
| F. K. Kolubara Lazarevac Serbia  | Total club    | Total club    | 5     | 2     | 0                | 0                | 0                     | 0                     | 5     | 2     |
| Liverpool F. C. Inglaterra       | 1.ª           | 2016-17       | 5     | 0     | 3                | 0                | 0                     | 0                     | 8     | 0     |
| Liverpool F. C. Inglaterra       | 1.ª           | 2017-18       | 3     | 0     | 1                | 0                | 2                     | 0                     | 6     | 0     |
| Cardiff City F. C. Inglaterra    | 2.ª           | 2017-18       | 13    | 1     | 1                | 0                | ―                     | ―                     | 14    | 1     |
| Cardiff City F. C. Inglaterra    | Total club    | Total club    | 13    | 1     | 1                | 0                | 0                     | 0                     | 14    | 1     |
| Hertha Berlín · Alemania         | 1.ª           | 2018-19       | 22    | 5     | 1                | 0                | ―                     | ―                     | 23    | 5     |
| Hertha Berlín · Alemania         | 1.ª           | 2019-20       | 29    | 4     | 2                | 0                | ―                     | ―                     | 31    | 4     |
| Hertha Berlín · Alemania         | Total club    | Total club    | 51    | 9     | 3                | 0                | 0                     | 0                     | 54    | 9     |
| Liverpool F. C. Inglaterra       | 1.ª           | 2020-21       | 0     | 0     | 2                | 1                | 0                     | 0                     | 2     | 1     |
| Liverpool F. C. Inglaterra       | Total club    | Total club    | 8     | 0     | 6                | 1                | 2                     | 0                     | 16    | 1     |
| F. C. Porto Portugal             | 1.ª           | 2020-21       | 23    | 2     | 8                | 0                | 8                     | 0                     | 39    | 2     |
| F. C. Porto Portugal             | 1.ª           | 2021-22       | 21    | 1     | 6                | 0                | 9                     | 0                     | 36    | 1     |
| F. C. Porto Portugal             | 1.ª           | 2022-23       | 24    | 1     | 11               | 0                | 4                     | 0                     | 39    | 1     |
| F. C. Porto Portugal             | 1.ª           | 2023-24       | 10    | 0     | 8                | 0                | 3                     | 0                     | 21    | 0     |
| F. C. Porto Portugal             | 1.ª           | 2024-25       | 2     | 0     | 1                | 0                | 2                     | 0                     | 5     | 0     |
| F. C. Porto Portugal             | Total club    | Total club    | 80    | 4     | 34               | 0                | 26                    | 0                     | 140   | 4     |
| Total carrera                    | Total carrera | Total carrera | 196   | 22    | 46               | 1                | 28                    | 0                     | 270   | 23    |

## Palmarés

### Títulos nacionales
| Título                      | Club                      | País     | Año  |
| --------------------------- | ------------------------- | -------- | ---- |
| Superliga de Serbia         | Estrella Roja de Belgrado | Serbia   | 2016 |
| Supercopa de Portugal       | F. C. Porto               | Portugal | 2020 |
| Primeira Liga               | F. C. Porto               | Portugal | 2022 |
| Copa de Portugal            | F. C. Porto               | Portugal | 2022 |
| Supercopa de Portugal       | F. C. Porto               | Portugal | 2022 |
| Copa de la Liga de Portugal | F. C. Porto               | Portugal | 2023 |
| Copa de Portugal            | F. C. Porto               | Portugal | 2023 |
| Copa de Portugal            | F. C. Porto               | Portugal | 2024 |
| Supercopa de Portugal       | F. C. Porto               | Portugal | 2024 |